# Andrena lonicera
Andrena lonicera är en biart i familjen grävbin och släktet sandbin som beskrevs av Warncke 1973. Den ingår i släktet sandbin och familjen grävbin. Inga underarter finns listade i Catalogue of Life.

## Ekologi och utbredning
Arten är ett mycket sällsynt och dåligt studerat bi, som enbart har påträffats på ett fåtal lokaler i Nordmakedonien. Ingen information om artents ekologi är tillgänglig, men som artepitetet antyder är de få fynden alla påträffade på tryar (Lonicera) i familjen kaprifolväxter. Det faktum att alla fynden är gjorda över 1 800 meters höjd antyder att biet är en bergsart. Alla sandbin är solitära arter som gräver ut sina larvbon i marken.